# Giovanni Battista Zauli
Giovanni Battista Zauli (Faenza, 25 de novembro de 1743 - Roma, 21 de julho de 1819) foi um cardeal italiano.

## Biografia
Nasceu em Faenza em 25 de novembro de 1743. Filho do Conde Rodolfo Zauli e Anna Montecuccoli.
Ordenado em 1785. Cavaleiro da Soberana Ordem de Malta. Prelado doméstico e referendário, 27 de janeiro de 1785. Canonista da Penitenciária Apostólica, janeiro de 1785. Cônego do capítulo da patriarcal basílica vaticana, janeiro de 1785. Assessor do tribunal penal de Roma, janeiro de 1787. Relator da Sagrada Consulta . Vice-governador de Roma, 13 de fevereiro de 1798. Após a ocupação francesa de Roma, assumiu as responsabilidades do cardeal Francesco Saverio de Zelada, grande penitenciário. Preso pelos franceses em 16 de maio de 1798 e encarcerado no Castello Sant'Angelo, Roma; exilado oito dias depois, em 24 de maio. Após a restauração do governo papal em Roma, foi nomeado datário da Penitenciária Apostólica e secretário da SC de Imunidade Eclesiástica, antes de 5 de novembro de 1800. Cônego altarista e custodiante da Confissão de Santo Pedro, antes de 11 de agosto de 1802. Forçado a deixar Roma após a ocupação napoleônica da cidade; após a restauração papal, retomou seus cargos, que manteve até sua promoção ao cardinalato. Assessor do tribunal criminal do governador de Roma, 18 de janeiro de 1815.
Criado cardeal sacerdote no consistório de 8 de março de 1816; recebeu o chapéu vermelho em 11 de março de 1816; e o título de S. Onofrio, 29 de abril de 1816.
Morreu em Roma em 21 de julho de 1819. Exposto na basílica de Ss. XII Apostoli, e enterrado em seu título.